# 검단산 전투
검단산 전투는 강원도 근왕군을 이끄는 강원도 감사 조정호의 휘하인 영장 권정길이 선봉대를 이끌고 검단산으로 진출하였다가 청군과 조우하며 발생한 전투이다. 첫 교전에서 청군을 꺽었으나 청군의 재공격을 받아 대패했다.

## 전투
조정호의 부장인 권정길은 1,000명의 선봉대를 이끌고 검단산으로 진군하였다. 진군 도중 청군의 진채가 발견되어 공격하였다. 강한 화력으로 청군을 꺽은 권정길은 청군의 진채에서 많은 전리품을 노획하였다. 재차 시간이 흘러 화약이 떨어지자 권정길은 후퇴를 명했다. 그러나 후퇴 도중 청군의 기습을 받아 대패하고 권정길을 비롯해 10여명의 군관들만 도주했다. 권정길의 선봉대가 궤멸했다는 보고를 받은 조정호는 후퇴하여 다른 지방의 근왕군과 합류를 꾀했다.
1. ↑  “강원 감사 조정호가 장계하여 전투 상황을 전하다”. 조선왕조실록 인조실록 34권, 인조 15년 1월 6일 병오 1번째기사.